# HVS 4
HVS4, Katalogbezeichnung SDSS J091301.0+305120 oder USNO-A2.0 1200-06254578, ist ein Hyperschnellläufer (engl. hypervelocity star, kurz HVS) im Sternbild Krebs.
Bei HVS4 geht man davon aus, dass er vor etwa 130 Millionen Jahren durch eine Begegnung mit dem Schwarzen Loch im Zentrum unserer Galaxie weggeschleudert wurde. Er entfernt sich nun mit einer Geschwindigkeit von knapp 600 km/s vom galaktischen Zentrum und ist damit nicht mehr gravitativ an die Milchstraße gebunden.

Vermutlich handelt es sich bei HVS4 um einen B8-Stern. Seine Entfernung wird davon ausgehend auf etwa 61 kpc (ca. 200000 Lichtjahre) geschätzt.
HVS4 wurde 2006 von Brown et al. entdeckt und war der vierte bekannte Hyperschnellläufer. Insgesamt hat man seit 2005 (bis Juli 2010) 16 solcher Sterne entdeckt. Astronomen erhoffen sich durch die Beobachtung solcher Hochgeschwindigkeitssterne auch Hinweise auf die Verteilung der Dunklen Materie in der Milchstraße, da zu erwarten steht, dass diese die Bahn der Sterne beeinflusst.